# Планета мајмуна (филм из 2001)
Планета мајмуна (енгл. Planet of the Apes) јесте амерички научнофантастични филм из 2001. редитеља Тима Бертона. Главне улоге тумаче: Марк Волберг, Тим Рот, Хелена Бонам Картер, Мајкл Кларк Данкан, Пол Џијамати и Естела Ворен.
Ово је укупно шести по реду филм из франшизе Планета мајмуна, који је, делом, заснован на истоименом роману Пјера Була из 1963. Филм представља римејк истоименог култног филма из 1968.
Прича прати астронаута Леа Дејвидсона, који се са својим свемирским бродом срушио на планету на којој живе интелигентни мајмуни. Они третирају људе као робове, али уз помоћ мајмунице Ари људи покрећу побуну.
Рад на новој филмској верзији Планете мајмуна, односно на римејку, започео је 1988. Адам Рифкин. Његов пројекат је замало достигао фазу претпродукције, али је ипак отказан. По сценарију Терија Хејеса, под називом Повратак мајмуна, главну улогу би тумачио Арнолд Шварценегер, а режија би била поверена Филипу Нојсу. Требало је да продуценти филма буду Оливер Стоун, Дон Марфи и Џејн Хамшер. Међутим, због несугласица између Хејеса и компаније 20th Century Fox, пројекат је отказан.
Требало је касније, на истом пројекту, да ради група режисера, попут Криса Коламбаса, Сема Хема, Џејмса Камерона, Питера Џексона и браће Хагс, али сви преговори су пропали.
Према сценарију Вилијама Бројлса Џуниора, редитељски посао је коначно добио Тим Бертон па је филм кренуо у продукцију. Лоренс Конер и Марк Розентал дорадили су сценарио, а целокупно снимање филма трајало је од новембра 2000. до априла 2001.
Премда је остварио веома добру зараду у биоскопима, Планета мајмуна није најбоље прошао код критичара. Већина приговора се односила на збуњујућу радњу и сам завршетак филма.
Упркос финансијском успеху, 20th Century је одлучио да неће бити наставка филма. Иста компаније је касније поново покренула читаву нову франшизу из почетка, почевши с филмом Планета мајмуна: Почетак.

## Радња
Године 2029. командант свемирског брода, капетан Лео Дејвидсон, кренувши у потрагу за малим шатлом у ком су он и његова посада упутили експерименталног мајмуна на вожњу, присилно слеће на непознату планету. Убрзо схвата да том планетом владају мајмуни, који се немилосрдно односе према људима сматрајући их нижом расом. Дејвидсон успева да побегнеи уз помоћ доброћудне мајмунске научнице Ари, ћерке утицајног мајмунског сенатора, а за њима у потрагу креће немилосрдни генерал Тејд ком је отац на самрти признао да су некад јако давно људи владали мајмунима.

## Улоге
| Глумац               | Улога                                   |
| -------------------- | --------------------------------------- |
| Марк Волберг         | капетан Лео Дејвидсон                   |
| Тим Рот              | генерал Тејд                            |
| Хелена Бонам Картер  | Ари                                     |
| Мајкл Кларк Данкан   | пуковник Атар                           |
| Естела Ворен         | Дина                                    |
| Крис Кристоферсон    | Каруби                                  |
| Кари-Хиројуки Тагава | генерал Крул                            |
| Пол Џијамати         | Лимбо                                   |
| Дејвид Ворнер        | сенатор Сендар                          |
| Чарлтон Хестон       | отац генерала Тејда (непотписан, камео) |